# Serge Thiriet
Pour les articles homonymes, voir Thiriet.
Serge Thiriet est un acteur et directeur artistique français spécialisé dans le doublage et né le 3 septembre 1965 à Liège, en Belgique.
Il prête notamment sa voix au personnage de Victor Zsasz dans les jeux vidéo Arkham.

## Doublage

### Cinéma

#### Films
- 2000 : Placido Rizzotto (it) : Placido Rizzotto (Marcello Mazzarella (it))
- 2004 : Le Septième Jour : El Tonto (Carlos Hipólito (es))
- 2005 : Mee Shee, le secret des profondeurs (en) : Snead (Joel Tobeck)
- 2009 : La Montagne ensorcelée : voix additionnelles
- 2016 : Warcraft : Durotan (Toby Kebbell)
- 2017 : Detroit : le sergent James (Mason Alban)
- 2018 : Death Wish : Tate « Fish » Karp (Jack Kesy)
- 2021 : Mortal Kombat : Lord Raiden (Tadanobu Asano)

### Télévision

#### Séries télévisées
- Suits : Avocats sur mesure : voix additionnelles
- Blacklist : voix additionnelles
- Empire : voix additionnelles
- Arrested Development : voix additionnelles
- Boardwalk Empire : voix additionnelles
- Ma famille d'abord : voix additionnelles
- MI-5 : voix additionnelles
- Terminator : Les Chroniques de Sarah Connor : voix additionnelles
- Smallville : voix additionnelles
- Urgences : voix additionnelles
- 2008 : Eureka : Dr Ethan Edison (Jonathon Young) (saison 3, épisode 1)
- 2011 : Body of Proof : Vincent Stone (Zach McGowan) (saison 1, épisode 3)
- 2021 : Octobre : Engells (Kristian Høgh Jeppesen) (mini-série)
- 2023 : Lidia fait sa loi : voix additionnelles

#### Séries d'animation
- 1991-1995[1] : 3x3 Eyes : voix additionnelles (OAV)
- 1999-2004 : Famille Pirate : La Sardine, Von Knoodle et la mère de Machicoulis
- 2002-2005 : Ghost in the Shell: Stand Alone Complex : voix additionnelles
- 2003 : Last Exile : Alex Row
- 2003-2004 : Saiyuki Reload : voix additionnelles
- 2006 : Ergo Proxy : Autoreivs
- 2009 : Les Chumballs : Voltar et Tago
- 2012 : Les Mystérieuses Cités d'or : voix additionnelles
- 2020 : Ghost in the Shell: SAC 2045 : voix additionnelles
- 2021-2023 : To Your Eternity : l'Observateur / le Créateur

### Jeux vidéo
- World of Warcraft : Skaggit, les Draeneï et voix additionnelles
- World of Warcraft: Warlords of Draenor : Durotan adulte
- The Order: 1886 : personnages divers
- Star Wars: The Old Republic : personnages divers
- Tomb Raider: Underworld : Zip
- World of Warcraft: The Burning Crusade : personnages divers
- Crimson Skies: High Road to Revenge : Nathan Zachary
- Dark Sector : personnages divers
- Midtown Madness 3 (version anglaise et version française) : personnages divers
- Secret Weapons Over Normandy : Cedrick (version anglaise) et personnages divers (version française)
- Legacy of Kain: Defiance : personnages divers
- Far Cry 2 : personnages divers
- SpellForce: The Breath of Winter : Aedar Thalan
- 2000 : Crash Bash : Aku Aku
- 2000 : Chicken Run : Ric
- 2001 : Return to Castle Wolfenstein : Jack
- 2003 : Call of Duty : le capitaine Foley
- 2003 : SSX 3 : Psymon
- 2003 : Star Wars Jedi Knight: Jedi Academy : Kyle Katarn
- 2003 : Beyond Good and Evil : le prêtre DomZ, les distributeurs de K-Bups et voix additionnelles
- 2003 : The Black Mirror : Samuel Gordon
- 2004 : Call of Duty : La Grande Offensive : le capitaine Foley
- 2004 : Myst IV: Revelation : Sirrus
- 2004 : Gang de requins : Oscar
- 2004 : Codename: Panzers - Phase One : personnages divers
- 2004 : Garfield : Jon Arbuckle
- 2004 : Killzone : Scolar Visari
- 2004 : Prince of Persia : L'Âme du guerrier : le Prince
- 2005 : Call of Duty 2 : voix additionnelles des soldats britanniques
- 2005 : Codename: Panzers – Phase Two (en) : personnages divers
- 2005 : 80 Jours : Youssouf, un écossais et voix additionnelles
- 2005 : Far Cry Instincts : personnages divers
- 2005 : Prince of Persia : Les Deux Royaumes : le Prince
- 2005 : Jade Empire : Le Petit Gao ; le novice Shen ; Kongyu l’érudit ; Phong ; Cho la Chance ; Maître Gang ; voix complémentaires
- 2005 : Brothers in Arms: Road to Hill 30 : Joe Hartsock
- 2005 : Tom Clancy's Splinter Cell: Chaos Theory : voix additionnelles
- 2005 : Brothers in Arms: Earned in Blood : Joe Hartsock
- 2005 : Area 51 : Edgar
- 2006 : Gears of War : le lieutenant Mihn Young Kim
- 2006 : Daxter : l'hôtelier et le mineur
- 2006 : Dreamfall: The Longest Journey : personnages divers
- 2006 : Gothic 3 : voix additionnelles
- 2006 : Tom Clancy's Splinter Cell: Double Agent : voix additionnelles
- 2006 : Company of Heroes : les servants de MG42
- 2006 : Runaway 2: The Dream of the Turtle : 14, Paco et Leslie
- 2006 : L'Âge de glace 2 : Manny
- 2008 : Age of Conan: Hyborian Adventures : Laranga et personnages divers
- 2007 : BioShock :  Sander Cohen, chrosômes et voix additionnelles
- 2007 : Lost Odyssey : Kaim Argonar
- 2007 : Le Seigneur des Anneaux Online : Les Ombres d'Angmar : Tom Bombadil
- 2007 : Tom Clancy's Rainbow Six: Vegas : Jung Park
- 2007 : Halo 3 : des marines
- 2007 : Call of Duty 4: Modern Warfare : le capitaine MacMillan
- 2007 : Team Fortress 2 : le Spy
- 2007 : Ratchet and Clank : La taille, ça compte : le Skyboarder et le système de secours de Clank
- 2008 : Gears of War 2 : le lieutenant Mihn Young Kim
- 2008 : Spider-Man : Le Règne des ombres : Wolverine
- 2008 : Star Wars : Le Pouvoir de la force : Luke Skywalker
- 2008 : Tom Clancy's Rainbow Six: Vegas 2 : Jung Park
- 2008 : Naruto: The Broken Bond : personnages divers
- 2008 : Mortal Kombat vs. DC Universe : Kano
- 2008 : Call of Duty: World at War : Nikolaï (mode zombie), Chernov et voix additionnelles
- 2008 : Turok : Grimes et Reese
- 2008 : Mass Effect : personnages divers
- 2008 : Fallout 3 : Andy (robot)
- 2008 : Prince of Persia : le Prince
- 2008 : Dead Space : le caporal Chen
- 2008 : Brothers in Arms: Hell's Highway : Joe Hartsock
- 2008 : Mortal Kombat vs. DC Universe : Kano et Captain Marvel
- 2008 : Secret Agent Clank : Double zéro, Thug Leader, IA, le gardien de prison et voix additionnelles
- 2009 : Wolfenstein : Jack
- 2009 : The Lapins Crétins : La Grosse Aventure : personnages divers
- 2009 : Runaway: A Twist of Fate : Gabbo
- 2009 : James Cameron's Avatar: The Game : le shaman N'ai
- 2009 : L'Âge de glace 3 : Le Temps des dinosaures : Manny
- 2009 : STALKER: Call of Pripyat : le Barbu
- 2009 : Star Wars: Battlefront - Elite Squadron : Luke Skywalker
- 2009 : Dragon Age: Origins : voix additionnelles
- 2009 : Killzone 2 : Scolar Visari
- 2009 : Prince of Persia: Epilogue : le Prince
- 2009 : Call of Juarez: Bound in Blood : personnages divers
- 2009 : Anno 1404 : Hassan Ben Saïd
- 2009 : Batman: Arkham Asylum : Victor Zsasz
- 2009 : League of Legends : Lucian et Taric (2e voix, 2016)
- 2010 : Mass Effect 2 : Thane Krios
- 2010 : BioShock 2 : Stanley Poole et voix additionnelles
- 2010 : Tom Clancy's Splinter Cell: Conviction : voix additionnelles
- 2010 : Call of Duty: Black Ops : Nikolaï (mode zombie) et voix additionnelles
- 2010 : Assassin's Creed Brotherhood : voix additionnelles
- 2011 : Gears of War 3 (+ extension Raam's Shadow) : le lieutenant Mihn Young Kim
- 2011 : Duke Nukem Forever : voix diverses et annonceur du multijoueur
- 2011 : Les Aventures de Tintin : Le Secret de la Licorne : voix additionnelles
- 2011 : Orcs Must Die! : l'annonceur et personnages divers
- 2011 : Batman: Arkham City : Victor Zsasz et l'agent Paul Denning
- 2011 : The Elder Scrolls V: Skyrim : les nordiques, le jarl Balgruff le Grand et Paarthurnax (dragon)
- 2011 : Dragon Age 2 : personnages divers
- 2012 : Mass Effect 3 : Thane Krios
- 2012 : Borderlands 2 : le capitaine Flynt et Pvt. Jessup
- 2012 : Spec Ops: The Line : voix additionnelles
- 2014 : Watch Dogs : voix additionnelles
- 2014 : Alien: Isolation : Hughes et le Dr Kuhlman
- 2014 : Dragon Age: Origins : Mouse et voix additionnelles
- 2014 : Company of Heroes 2: The Western Front Armies : le commandant et le chef de char de l'Oberkommando
- 2014 : Little Big Planet 3 : Zom Zom
- 2015 : Batman: Arkham Knight : Professeur Pyg et voix additionnelles
- 2015 : Mortal Kombat X : Raiden
- 2016 : Gears of War 4 : le caporal Kim
- 2016 : Final Fantasy XV : personnages divers
- 2016 : Battlefield 1 : personnages divers américains (multijoueur)
- 2016 : Divinity: Original Sin II : Damian
- 2017 : Injustice 2 : Raiden et Victor Zsasz
- 2017 : Lego Marvel Super Heroes 2 : le roi Arthur Pendragon
- 2018 : Call of Duty: Black Ops IIII : Nikolaï (mode zombie)
- 2018 : Spyro Reignited Trilogy : Alban et divers dragons
- 2018 : Lego DC Super-Vilains : Atom
- 2019 : Sekiro: Shadows Die Twice : Hanbei l'immortel
- 2019 : Mortal Kombat 11 : Raiden
- 2019 : Blacksad: Under the Skin : Desmond O'Leary et Josh Grune
- 2019 : Age of Empires II: Definitive Edition : Ivaïlo et voix additionnelles
- 2020 : Final Fantasy VII Remake : Scotch
- 2020 : Ghost of Tsushima : voix additionnelles
- 2020 : Cyberpunk 2077 : voix additionnelles
- 2021 : Outriders : voix additionnelles
- 2021 : Life Is Strange: True Colors : voix additionnelles
- 2021 : New World : divers personnages
- 2022 : Puy du Fou : La Quête d'Excalibur : Arthur, le touriste, le maître d'armes, le soldat Romain et une foule de soldats
- 2022 : Syberia: The World Before : Van de Marolles
- 2022 : Need for Speed Unbound : Rüdiger
- 2023 : Atomic Heart : ?
- 2023 : Diablo IV : ?
- 2023 : Final Fantasy XVI : le capitaine Tiamat
- 2023 : Mortal Kombat 1 : Raiden, Ermac et Sento le sabre
- 2023 : Cyberpunk 2077 : Phantom Liberty : ?
- 2023 : Tintin Reporter : Les Cigares du pharaon : Philémon Siclone, Dupond, l'aviateur d'Abudin et voix additionnelles
- 2023 : Astérix et Obélix : Baffez-les tous ! 2 : Panoramix, Prolix et Barbe-Rouge
- 2023 : Agatha Christie : Le Crime de l'Orient-Express : Samuel Ratchett/Michael Clark, Cyrus Hardman, Gabriele Conti, un homme inconnu et l'agent d'accueil de Venise
- 2023 : Goldorak : Le Festin des loups : Argoli, Banta, l'opérateur radio et des civils
- 2023 : Avatar: Frontiers of Pandora : voix additionnelles
- 2024 : Final Fantasy VII Rebirth : Scotch
- 2024 : Totally Spies! - Cyber Mission : Cyberchac et voix additionnelles
- 2025 : Clair Obscur: Expedition 33 : François, Thibault et Simon
- 2025 : Doom: The Dark Ages : Marok et le gardien de la nonne

### Direction artistique

#### Jeux vidéo
- 2003 : Call of Duty
- 2003 : SSX 3
- 2003 : Legacy of Kain: Defiance
- 2003 : Conflict: Desert Storm II
- 2003 : The Westerner
- 2004 : Call of Duty : Le Jour de gloire
- 2004 : Prince of Persia : L'Âme du guerrier
- 2004 : Shellshock: Nam '67
- 2004 : Killzone
- 2004 : Garfield
- 2004 : The Moment of Silence
- 2005 : Call of Duty 2
- 2005 : Call of Duty 2: Big Red One
- 2005 : Prince of Persia : Les Deux Royaumes
- 2005 : King Kong
- 2005 : Age of Empires III
- 2005 : Black and White 2
- 2005 : Brothers in Arms: Earned in Blood
- 2005 : Jade Empire
- 2005 : Power Rangers : Super Police Delta (en)
- 2005 : Freedom Force vs. The 3rd Reich
- 2005 : Les Quatre Fantastiques
- 2005 : Area 51
- 2005 : Bet On Soldier
- 2006 : Call of Duty 3: En marche vers Paris
- 2006 : CivCity Rome
- 2006 : Dreamfall: The Longest Journey
- 2006 : Driver: Parallel Lines
- 2006 : The Guild 2
- 2006 : SpellForce 2: Shadow Wars
- 2006 : Untold Legends: Dark Kingdom (en)
- 2006 : Le Seigneur des Anneaux : La Bataille pour la Terre du Milieu II
- 2006 : Stronghold Legends
- 2006 : Superman Returns
- 2006 : Zathura : Une aventure spatiale
- 2007 : Bioshock
- 2007 : Call of Duty: World at War
- 2007 : Call of Duty : Les Chemins de la victoire
- 2007 : Call of Duty 4: Modern Warfare
- 2007 : Assassin's Creed
- 2007 : Aura II : Les Anneaux sacrés (en)
- 2007 : Clive Barker's Jericho
- 2007 : Enemy Territory: Quake Wars
- 2007 : Dead Reefs (en)
- 2008 : Prince of Persia (avec Marc Alfos)
- 2008 : Shaun White Snowboarding
- 2008 : Age of Conan: Hyborian Adventures
- 2008 : Alone in the Dark
- 2008 : Art of Murder: FBI Confidential (en)
- 2008 : Army of Two
- 2008 : Tomb Raider: Underworld
- 2008 : Brothers in Arms: Hell's Highway
- 2008 : Spider-Man : Le Règne des ombres
- 2008 : Drakensang : L'Œil noir
- 2008 : Fable 2
- 2008 : Emergency Heroes (en)
- 2008 : All Star Cheer 2
- 2008 : Turok
- 2009 : Prince of Persia: Epilogue
- 2009 : Art of Murder : La Traque du Marionnettiste (en)
- 2009 : Brütal Legend
- 2009 : Red Faction: Guerrilla
- 2009 : Wolfenstein
- 2009 : G.I. Joe : Le Réveil du Cobra
- 2009 : Heroes Over Europe
- 2009 : L'Âge de glace 3 : Le Temps des dinosaures
- 2009 : Shellshock 2: Blood Trails
- 2009 : Stormrise
- 2010 : Bioshock 2
- 2010 : Les Chevaliers de Baphomet (director's cut)
- 2010 : Prince of Persia : Les Sables oubliés
- 2010 : Nancy Drew: Chasseurs de tornades (en)
- 2010 : Nancy Drew: Le Motel Maudit (en)
- 2010 : Enslaved: Odyssey to the West
- 2011 : Star Wars: The Old Republic
- 2011 : Deus Ex: Human Revolution
- 2011 : Duke Nukem Forever
- 2011 : Rift: Planes of Telara
- 2011 : Tera Online
- 2011 : FEAR 3
- 2012 : Les Royaumes d'Amalur : Reckoning
- 2014 : Watch Dogs (avec Gilles Morvan, Nathalie Sionneau, Véronique Desmadryl et Hubert Drac)
- 2014 : inFamous: Second Son (avec Jean-Philippe Brière)
- 2018 : My Little Riding Champion
- 2019 : Mortal Kombat 11
- 2019 : Age of Empires II: Definitive Edition
- 2020 : Final Fantasy VII Remake (avec Grégory Gaby et Damien Chalumeau)
- 2021 : Outriders (avec Adrien Hermans)
- 2021 : Age of Empires IV
- 2021 : Halo Infinite
- 2023 : Atomic Heart
- 2023 : Mortal Kombat 1
- 2024 : Final Fantasy VII Rebirth (avec Grégory Gaby)
- 2025 : Clair Obscur: Expedition 33

## Filmographie

### Acteur

#### Cinéma
- 1993 : La Naissance de l'amour de Philippe Garrel

- 2002 : Le Jeune Casanova de Giacomo Battiato
- 2019 : Une dernière fois (court métrage) d'Audric Le Faucheur
- 2019 : Soldes de printemps (court métrage) de Daphné Baiwir
- 2021 : Bonne chance Johnny (court métrage) de Maximilien Gomes

#### Télévision
- Boulevard du Palais de Renaud Bertrand
- 10 Secondes et des poussières : rôles de Cyrano de Bergerac, Van Gogh, le chasseur, le boxeur

### Scénariste
- Robert ce héros

### Réalisateur
- Mexikanos série animée pour Disney Channel produite par Docteur Gondolo
- Robert ce héros, produit par Les Films du Dauphin

## Théâtre
- La Tragédie Comique (l'Acteur et le Personnage), de Yves Hundstad et Eve Bonfanti
- Les Exercices de Style de Raymond Queneau, Théâtre de l'Éveil
- Les Fourberies de Scapin, mise en scène Jean-Luc Borras
- Cendrillon, Compagnie Martin Padron
- Mon Isménie (Dardenboeuf) d'Eugène Labiche, (mise en scène Jean-Philippe Oudin)
- Les Arts et Métiers en Spectacle, Compagnie Alain Germain
- La Double Inconstance de Marivaux
- L'Illusion comique
- L'Histoire du Soldat (Le Soldat) de Stravinsky et Ramuz, Opéra Royal de Wallonie (mise en scène Claire Servais)
- L'Instant Fatal de Raymond Queneau, Compagnie de l'Ours
- Toxicodendron, Compagnie de l'Ours
- Les Amours de Marianna, de et mis en scène par Mathieu Falla

## Théâtre de marionnettes
- Le Roi Lear (Le Roi Lear et Kent) de Shakespeare
- Don Quichotte (Sancho) de Cervantes, Opéra Royal de Wallonie (mise en scène Claire Servais)